# Hypericum trichocaulon
Hypericum trichocaulon ist eine Pflanzenart aus der Gattung der Johanniskräuter (Hypericum).

## Merkmale
Hypericum trichocaulon ist ein ausdauernder Schaft-Therophyt, der Wuchshöhen von 5 bis 25 Zentimeter erreicht. Die Stängel sind niederliegend, bilden aber keine Polster. Die Laubblätter sind 5 bis 14 Millimeter lang und glatt. Die Blüten sind fünfzählig. Die Samen sind längsrippig.
Die Blütezeit reicht von Mai bis Juli.

## Vorkommen
Hypericum trichocaulon ist auf Kreta in den Regionalbezirken Chania, Rethymno und Iraklio endemisch. Die Art wächst auf Igelpolsterheiden, Felsköpfen und in trockenen Dolinen in den Lefka Ori und im Psiloritis in Höhenlagen von (0) 350 bis 1940 Meter.

## Belege
- Ralf Jahn, Peter Schönfelder: Exkursionsflora für Kreta. Mit Beiträgen von Alfred Mayer und Martin Scheuerer. Eugen Ulmer, Stuttgart (Hohenheim) 1995, ISBN 3-8001-3478-0, S. 195.